# Karajage, Hukeri
Karajage là một làng thuộc tehsil Hukeri, huyện Belgaum, bang Karnataka, Ấn Độ.